# Manazary
Manazary is een plaats en commune in het centrum van Madagaskar, behorend tot het district Miarinarivo, dat gelegen is in de regio Itasy. Tijdens een volkstelling in 2001 telde de plaats 36.721 inwoners.
De plaats biedt naast lager onderwijs ook middelbaar onderwijs aan. 55 % van de bevolking werkt als landbouwer en 40% verdient zijn brood als visser. Het belangrijkste landbouwproduct is rijst; andere belangrijke producten zijn maniok en tomaten. Verder is 5% actief in de dienstensector.